# Cosmódromo de Baikonur
El Cosmódromo de Baikonur (en kazajo: Байқоңыр ғарыш айлағы, Bayqoñır ğarış aylağı; en ruso: Космодром Байкону́р, Kosmodrom Baykonur), construido cerca de la localidad de Tiuratam (Kazajistán), es la más antigua y mayor base espacial del mundo. Está situada a 2500 kilómetros de Moscú y en las cercanías de la ciudad de Baikonur, donde se aloja gran parte del personal de las instalaciones.
El puerto espacial está en la estepa desértica de Baikonur, a unos 200 km al este del mar de Aral y al norte del río Syr Darya. Está cerca de la estación de tren de Tiuratam y está a unos 90 m sobre el nivel del mar. El puerto espacial actualmente está alquilado por el Gobierno de Kazajistán a la Federación Rusa hasta 2050 y es administrado conjuntamente por la Corporación Estatal Roscosmos y las Fuerzas Aeroespaciales Rusas. La forma del área arrendada es una elipse, que mide 90 km de este a oeste por 85 km de norte a sur, con el cosmódromo en el centro.
El cosmódromo de Baikonur fue establecido el 2 de junio de 1955 por el antiguo Ministerio de Defensa soviético. Originalmente fue construido como base de operaciones para el programa espacial soviético. Tanto el Sputnik 1, el primer satélite artificial, como el Vostok 1, el primer vuelo espacial tripulado, fueron lanzados desde Baikonur. La plataforma de lanzamiento utilizada para ambas misiones pasó a llamarse Plataforma Gagarin, en honor al cosmonauta Yuri Gagarin, piloto de Vostok 1 y primer ser humano en el espacio. Bajo la administración rusa actual, Baikonur sigue siendo un puerto espacial ocupado, con numerosas misiones comerciales, militares y científicas que se lanzan anualmente.

## Historia
Originariamente fue construida por la Unión Soviética. Está bajo control de Rusia, desde la disolución de la Unión Soviética en 1991, aunque se ubica en Kazajistán, en la provincia de Kyzylorda. Situado a 200 km al este del mar de Aral, junto al río Sir Daria, cerca de la ciudad de Tiuratam, en la parte sur central del país.
El nombre Baikonur se eligió a propósito para desviar la atención de Occidente haciendo creer que el lugar estaba cerca de la ciudad de Baikonur, una ciudad minera 300 km al noreste del centro espacial en un área desértica cerca de Zhezkazgan.
Baikonur era el centro de operaciones del ambicioso programa espacial soviético desde finales de los años 1950 hasta los años 1980 y está equipado con instalaciones completas para el lanzamiento de vehículos espaciales tanto tripulados como no tripulados. Soporta una amplia gama de cohetes: Soyuz, Protón, Tsyklón, Dnepr y Zenit. Tiene un papel esencial en el desarrollo y en la realización de operaciones rutinarias de la Estación Espacial Internacional. 
La fecha oficial de fundación del sitio se considera el 2 de junio de 1955. Se construyó originariamente como un centro de lanzamiento de misiles de largo alcance y más tarde se expandió para incluir instalaciones para vuelo espacial. A su alrededor, se construyó una ciudad de soporte de la instalación con escuelas, apartamentos y demás para los obreros. En 1966 se le dio el título de ciudad y fue llamada Leninsk, más tarde se renombró como Baikonur en 1995.

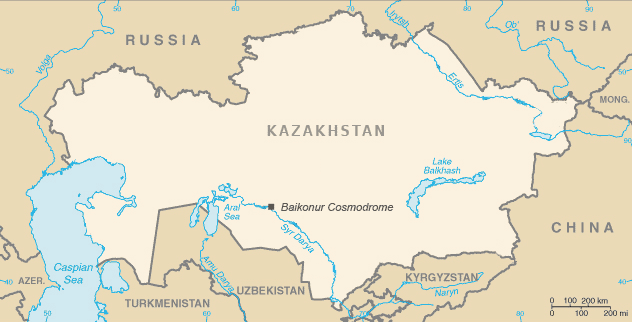
Ubicación del cosmódromo.

Muchos vuelos espaciales históricos partieron de Baikonur: el primer satélite artificial, Sputnik 1, el 4 de octubre de 1957, el primer vuelo orbital tripulado por Yuri Gagarin en 1961, y el vuelo de la primera mujer en el espacio, Valentina Tereshkova en 1963.
El programa continuó después de la disolución de la Unión Soviética en 1991, bajo los auspicios de la Comunidad de Estados Independientes. El 8 de junio de 2005 el consejo de la Federación de Rusia ratificó un acuerdo entre Rusia y Kazajistán para el uso efectivo del cosmódromo. El acuerdo extiende el alquiler por parte de Rusia del cosmódromo de Baikonur hasta el 2050 con un costo de 115 millones de dólares anuales.
Dada la disputa entre Rusia y Kazajistán sobre la cantidad a pagar por el alquiler del cosmódromo, y como medida de independencia nacional, Rusia empezó a expandir su propia alternativa con el cosmódromo de Plesetsk en el óblast de Arjánguelsk, al norte del país.

## Instalaciones
Actualmente este cosmódromo puede lanzar los tipos de cohetes siguientes: Protón-K, Rókot, Soyuz-U, Mólniya-M, Tsyklón-2 y Zenit. Para ellos cuenta con ocho plataformas operacionales, entre ellas la conocida como plataforma Gagarin o el área 31. Los restos del equipo de lanzamiento gastado se dejan caer directamente en el suelo en el lejano oriente ruso, donde los trabajadores y la población local lo recuperan.
El centro de lanzamiento cuenta, entre otras instalaciones, con:
- Planta de producción de oxígeno y nitrógeno, esenciales para los cohetes.
- 2 aeropuertos.
- 470 km de vías férreas.
- 1281 km de carreteras.
- 6610 km de líneas de comunicación.
- 360 km de oleoductos.
- 92 sitios de comunicación.

El cosmódromo consumía anualmente 600 millones de kWh de energía eléctrica.

### Lista de plataformas de lanzamiento
- Plataforma 1/5 (Plataforma Gagarin): Soyuz-Soyuz, Soyuz-Progress, Soyuz-Ikar – 45°55′12″N 63°20′31″E / 45.920, 63.342
- Plataforma 31/6: Soyuz-Kosmos, Soyuz-Fregat – 45°59′46″N 63°33′50″E / 45.996, 63.564
- Plataforma 41/3: R-16 (Destruido en la explosión de 1960) – 45°58′30″N 63°39′36″E / 45.975, 63.660
- Plataforma 41/4 : R-16 (1961–67) – 45°58′34″N 63°39′54″E / 45.976, 63.665
- Plataforma 41/15: R-16, Kosmos 3 (1963–68) – 45°58′34″N 63°40′08″E / 45.976, 63.669
- Plataforma 45/1: Zenit-2, Zenit-2M, Zenit-3M – 45°56′35″N 63°39′11″E / 45.943, 63.653
- Plataforma 45/2 (Destruido en la explosión de 1990): Zenit 2 – 45°56′24″N 63°39′18″E / 45.940, 63.655
- Plataforma 51: R-9 (1961–62) – 45°55′26″N 63°20′28″E / 45.924, 63.341
- Plataforma 60/6: R-16 (1963–66) — 46°01′08″N 64°00′58″E / 46.019, 64.016
- Plataforma 60/7: R-16 (1963–67) — 46°01′05″N 64°01′05″E / 46.018, 64.018
- Plataforma 60/8: R-16 (1962–66) — 46°01′01″N 64°01′05″E / 46.017, 64.018
- Plataforma 67/21: Tsyklon, R-36M, R-36O, MR-UR-100 Sotka (1963–72) – 45°59′20″N 63°42′18″E / 45.989, 63.705
- Plataforma 67/22: Tsyklon, R-36, R-36O (1964–66) — 45°59′24″N 63°42′25″E / 45.990, 63.707
- Plataforma 69: Tsyklon-2
- Plataforma 70 (Destruido en la explosión de 1963): R-9 – 46°01′59″N 63°05′46″E / 46.033, 63.096
- Plataforma 75: R-9 — 45°57′49″N 63°12′07″E / 45.963600, 63.201922
- Plataforma 80/17: Tsyklon (1965) — 46°00′25″N 64°01′12″E / 46.007, 64.020
- Plataforma 81/23 (81L) (inactiva >2004): Proton-K – 46°04′26″N 62°58′41″E / 46.074, 62.978
- Plataforma 81/24 (81P): Proton-M – 46°04′16″N 62°59′06″E / 46.071, 62.985
- Plataforma 90/19 (90L) (Inactiva >1997): UR-200, Tsyklon-2 – 46°04′52″N 62°55′55″E / 46.081, 62.932
- Plataforma 90/20 (90R): UR-200, Tsyklon-2 – 46°04′48″N 62°56′06″E / 46.080, 62.935
- Plataforma 101: R-36M (1973–76) — 45°57′05″N 63°25′38″E / 45.951504, 63.427341
- Plataforma 102: R-36M (1978) — 45°55′58″N 63°26′06″E / 45.932813, 63.435014
- Plataforma 103: R-36M (1973–77) — 45°57′07″N 63°26′42″E / 45.952, 63.445
- Plataforma 104: R-36M (1972–74) — 45°59′17″N 63°25′12″E / 45.988, 63.420
- Plataforma 105: R-36M (1974–77) — 45°57′00″N 63°29′46″E / 45.950, 63.496
- Plataforma 106: R-36M (1974–83) — 45°57′04″N 63°29′49″E / 45.951, 63.497
- Plataforma 107: R-36 — 46°14′15″N 63°53′31″E / 46.237492, 63.892040
- Plataforma 108: R-36 — 46°14′20″N 63°53′41″E / 46.238912, 63.894699
- Plataforma 109/95: Dnepr – 45°57′04″N 63°29′49″E / 45.951, 63.497
- Plataforma 110/37 (110L) (inactiva >1988): N-1, Energía-Buran – 45°57′54″N 63°18′18″E / 45.965, 63.305
- Plataforma 110/38 (110R) (inactiva >1969): N-1  – 45°57′43″N 63°18′36″E / 45.962, 63.310
- Plataforma 130: UR-100 (1965) – 46°05′09″N 62°54′56″E / 46.085924, 62.915518
- Plataforma 131: UR-100N, UR-100, Rokot (1965–90) — 46°04′19″N 62°57′22″E / 46.072, 62.956
- Plataforma 132: UR-100NU (2001–02) — 46°02′12″N 63°02′52″E / 46.036724, 63.047795
- Plataforma 140/18: R-36 (1965–78) — 45°59′48″N 63°33′13″E / 45.996640, 63.553517
- Plataforma 141: R-36 — 45°54′36″N 63°20′57″E / 45.910054, 63.349123
- Plataforma 142/34: R-36 (complejo de tres silos) — 45°56′26″N 63°27′44″E / 45.940690, 63.462309
- Plataforma 160: R-36O — 46°04′40″N 62°56′32″E / 46.077709, 62.942152
- Plataforma 161/35: Tsyklon (1967–73) — 46°02′02″N 63°03′47″E / 46.034, 63.063
- Plataforma 162/36: Tsyklon (1966–75) — 46°01′55″N 63°04′01″E / 46.032, 63.067
- Plataforma 163: R-36O — 46°00′49″N 63°10′09″E / 46.013689, 63.169115
- Plataforma 164: R-36O — 45°56′40″N 63°03′50″E / 45.944321, 63.063822
- Plataforma 165: R-36O — 45°59′28″N 62°55′07″E / 45.991019, 62.918739
- Plataforma 170: UR-MR-100 (1976–79) — 45°56′53″N 63°01′32″E / 45.948045, 63.025630
- Plataforma 171: UR-100, UR-100N — 46°06′13″N 63°00′29″E / 46.103711, 63.008046
- Plataforma 172: UR-MR-100 (1978–81) — 46°03′54″N 63°05′31″E / 46.065, 63.092
- Plataforma 173: UR-MR-100 (1972–78) — 46°01′46″N 63°07′51″E / 46.029481, 63.130727
- Plataforma 174: UR-100, UR-100K — 46°04′54″N 62°55′05″E / 46.081768, 62.918076
- Plataforma 175/2: UR-100NU, Rokot, Strela – 46°03′04″N 62°59′13″E / 46.051, 62.987
- Plataforma 175/59: Rokot (1994) — 46°03′07″N 62°59′10″E / 46.052, 62.986
- Plataforma 176: UR-100 — 46°01′22″N 63°02′48″E / 46.022748, 63.046610
- Plataforma 177: UR-MR-100, UR-MR-100U (1973–78) — 45°58′47″N 63°06′02″E / 45.979856, 63.100512
- Plataforma 178: UR-100 — 46°01′31″N 62°53′28″E / 46.025231, 62.891115
- Plataforma 179: UR-100 — 45°59′22″N 62°57′50″E / 45.989370, 62.963890
- Plataforma 181: UR-MR-100U (1978–79) — 46°03′25″N 63°01′55″E / 46.057032, 63.031970
- Plataforma 191/66: R-36O (1969–71) — 45°58′12″N 63°11′49″E / 45.970, 63.197
- Plataforma 192: R-36O — 46°01′27″N 63°17′59″E / 46.024256, 63.299723
- Plataforma 193: R-36O — 45°57′11″N 63°23′21″E / 45.953101, 63.389145
- Plataforma 194: R-36O — 45°51′55″N 63°17′11″E / 45.865265, 63.286486
- Plataforma 195: R-36O — 45°47′35″N 63°16′29″E / 45.792929, 63.274628
- Plataforma 196: R-36O — 45°49′41″N 63°08′51″E / 45.828128, 63.147363
- Plataforma 200/39 (200L): Proton-M/Proton-K – 46°02′24″N 63°01′55″E / 46.040, 63.032
- Plataforma 200/40 (200R): Proton-K (inactiva >1991) – 46°02′10″N 63°02′17″E / 46.036, 63.038
- Plataforma 241: R-36O — 45°51′30″N 63°27′20″E / 45.858357, 63.455686
- Plataforma 242: R-36O — 45°56′43″N 63°28′53″E / 45.945334, 63.481266
- Plataforma 243: R-36O — 45°51′18″N 63°44′13″E / 45.854873, 63.736967
- Plataforma 244: R-36O — 45°50′25″N 63°38′04″E / 45.840238, 63.634400
- Plataforma 245: R-36O — 45°49′03″N 63°31′37″E / 45.817592, 63.526831
- Plataforma 246: R-36O — 45°45′56″N 63°25′24″E / 45.765601, 63.423444
- Plataforma 250 (inactiva >1987): Energía – 46°00′29″N 63°18′18″E / 46.008, 63.305

## Pruebas de ICBM
Aunque Baikonur siempre ha sido conocido en todo el mundo como el sitio de lanzamiento de las misiones espaciales soviéticas y rusas, desde su inicio en 1955 y hasta el colapso de la URSS en 1991, el propósito principal de este centro fue probar misiles balísticos de combustible líquido. El nombre oficial (y secreto) del centro era Zona de pruebas estatales N.º 5 o 5 GIK. Permaneció bajo el control del Ministerio de Defensa soviético y el Ministerio de Defensa ruso hasta la segunda mitad de la década de 1990, cuando la agencia espacial civil rusa y sus contratistas industriales comenzaron a hacerse cargo de instalaciones individuales.
En 2006, el jefe de Roscosmos, Anatoly Perminov, dijo que el último personal militar ruso sería retirado de las instalaciones de Baikonur en 2007. Sin embargo, el 22 de octubre de 2008, un misil SS-19 Stiletto fue lanzado de prueba desde Baikonur, lo que indica que este puede no ser el caso.

## Proyectos futuros

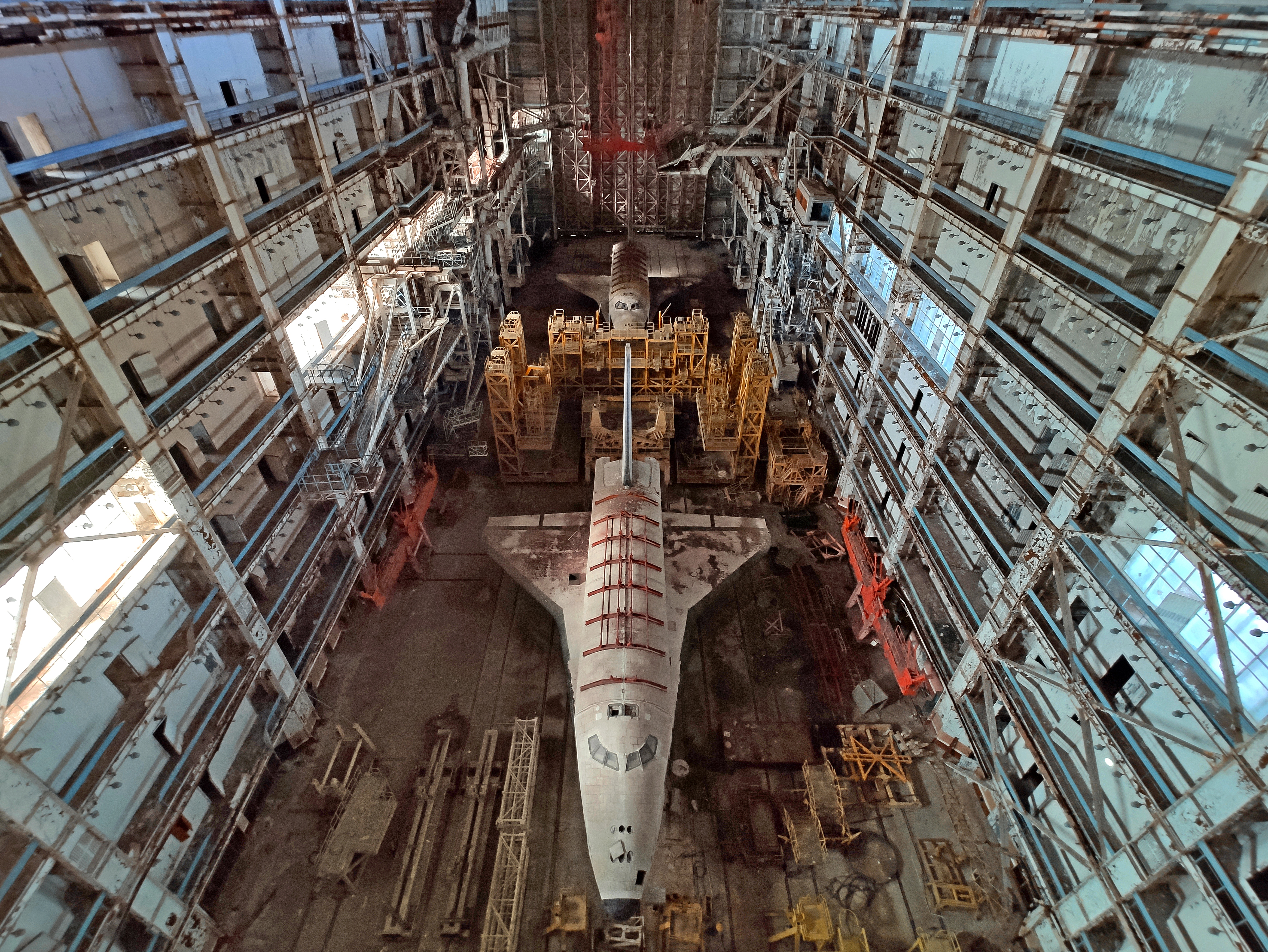
El elemento de prueba del programa Buran, OK-MT, en primer plano, y la nave espacial Buran 1.02 (Ptichka) inacabada en el fondo.

El 22 de diciembre de 2004, Kazajistán y Rusia firmaron un contrato que establece la empresa conjunta "Rusia-Kazajistán Baiterek JV", en la que cada país tiene una participación del 50 %. El objetivo del proyecto es la construcción del complejo de lanzamiento espacial Bayterek ("álamo"), para facilitar las operaciones del cohete ruso Angara. Esto permitirá lanzamientos con una carga útil de 26 toneladas a la órbita terrestre baja, en comparación con las 20 toneladas usando el sistema Protón. Un beneficio adicional será que el Angara utiliza queroseno como combustible y oxígeno como oxidante, lo que es menos peligroso para el medio ambiente que los combustibles tóxicos utilizados por los propulsores más antiguos. El gasto total del lado kazajo será de US$223 millones durante 19 años. En 2010, el proyecto se estancó debido a financiación insuficiente. Se pensó que el proyecto todavía tenía buenas posibilidades de éxito porque permitiría a ambas partes, Rusia y Kazajistán, continuar el uso conjunto de Baikonur incluso después de que se encargue el Cosmódromo de Vostochny. El primer lanzamiento programado del Complejo espacial y de cohetes Baiterek está programado para 2025.

## Museo de Baikonur

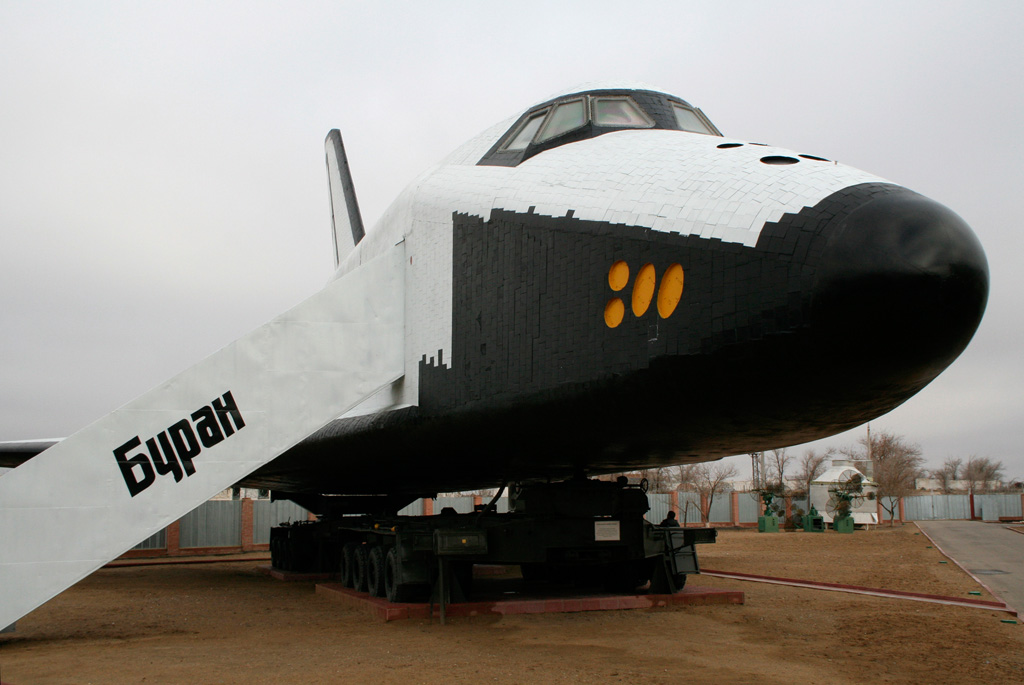
Buran en el Museo de Baikonur

El cosmódromo de Baikonur tiene un pequeño museo, al lado de dos pequeñas cabañas, una vez residencias del ingeniero de cohetes Sergei Korolev y el primer cosmonauta, Yuri Gagarin. Ambas cabañas forman parte del complejo del museo y se han conservado. El museo alberga una colección de artefactos espaciales. Un artefacto de prueba restaurado del programa Buran soviético se encuentra junto a la entrada del museo. El vehículo que realizó una sola misión de prueba orbital en 1988 fue destruido en el colapso de un hangar en 2002. Para obtener una lista completa de los artefactos de Buran, consulte Buran.
El museo también alberga fotografías relacionadas con la historia del cosmódromo, incluidas imágenes de todos los cosmonautas. Cada tripulación de cada expedición lanzada desde Baikonur dejó una fotografía firmada de la tripulación que se muestra detrás del cristal.
El museo de Baikonur tiene muchos objetos relacionados con Gagarin, incluido el panel de control de tierra de su vuelo, sus uniformes y la tierra de su lugar de aterrizaje, conservados en un contenedor de plata. Una de las salas del museo también alberga una versión anterior de la cápsula de descenso Soyuz.
En 2021, el complejo espacial de Baikonur fue nombrado uno de los 10 principales destinos turísticos de Kazajistán.